# 19448 Jenniferling
19448 Jenniferling è un asteroide della fascia principale. Scoperto nel 1998, presenta un'orbita caratterizzata da un semiasse maggiore pari a 2,3153803 UA e da un'eccentricità di 0,1076670, inclinata di 2,29315° rispetto all'eclittica.